# Computer Shopper
Компьютер шоппер (англ. Computer Shopper) — ежемесячный журнал, выпускаемый британским издательством Dennis Publishing Ltd. с 1989 года. В издании публикуются обзоры компьютеров, комплектующих и программного обеспечения, а также новости компьютерной тематики.
На сегодняшний день это наиболее продаваемое ежемесячное издание в Британии
подобной тематики.
Журнал с таким же названием издаётся и в США, однако, помимо названия, никак не связан с британским изданием.
Редактором в настоящий момент является Дэвид Ладлоу (David Ludlow)